# 시바이누코인

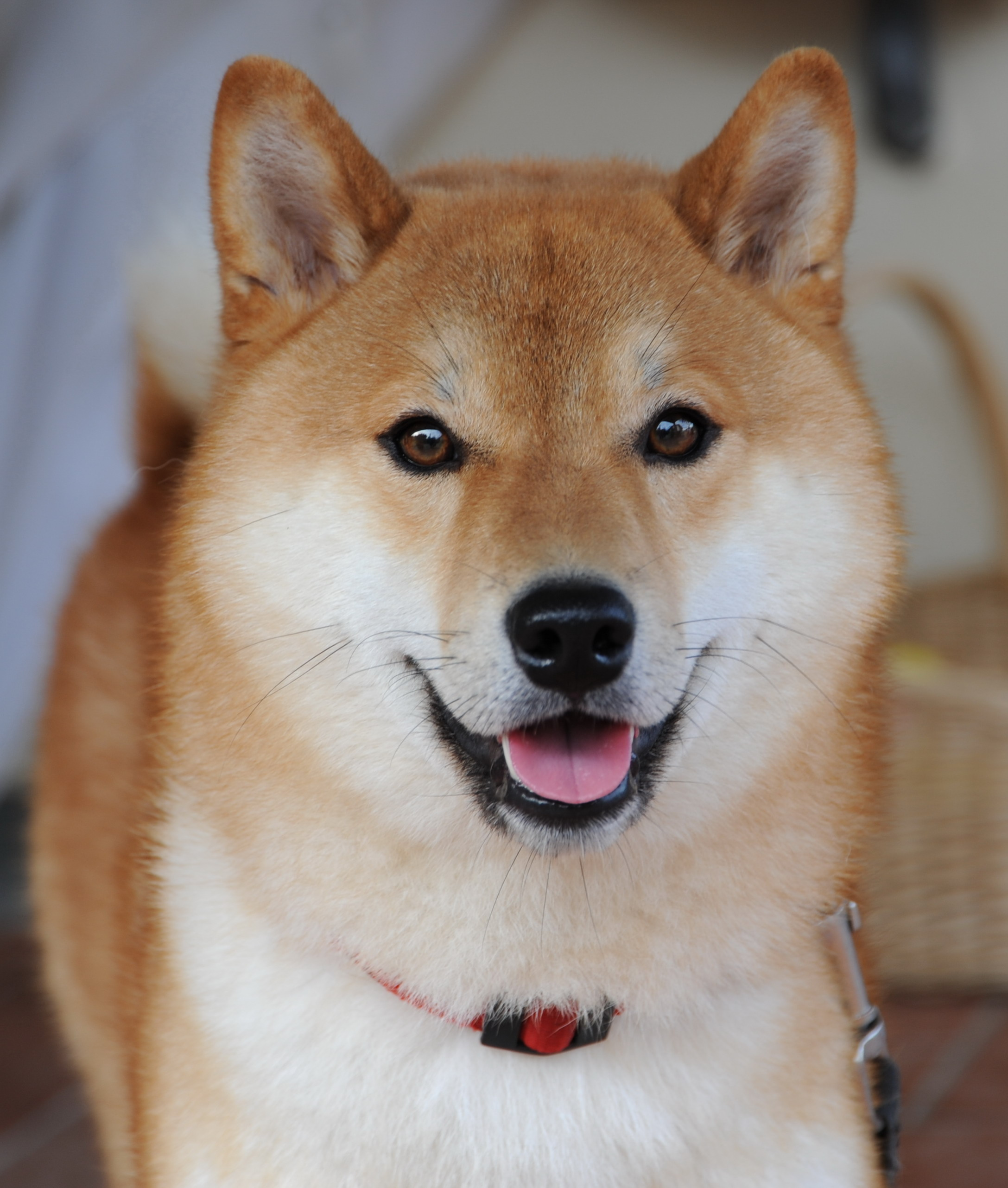

시바이누 토큰(티커: SHIB)은 2020년 8월 "료시"라는 필명을 사용하는 익명의 사람 또는 그룹에 의해 생성된 탈중앙화된 암호화폐이다. 이 토큰은 밈 출신의 또 다른 암호화폐인 도지코인의 마스코트이기도 한 일본 견종 시바견에서 영감을 받았다. 일부 사람들은 시바이누를 "밈 코인"으로 분류한다. 수십억 달러 상당의 토큰을 통제하는 단일 "고래" 지갑에 코인이 집중되어 있다는 우려와 포모에 동기 부여된 개인 투자자들의 광란적인 매수에 대한 우려가 제기되었다. 시바이누는 잠재적인 '도지코인 경쟁자'로 자리매김하는 브랜딩과 함께 도입되었다.
2021년 5월 13일, 비탈리크 부테린은 인도 코로나19 암호화폐 구호 기금에 50조 SHIB 이상(당시 10억 달러 이상 가치)을 기부했다. 또한 2021년 5월에 부테린은 일반 인공지능의 실존적 위험으로부터 보호하기 위해 인공지능 규제에 초점을 맞춘 미래 생명 연구소에 6억 6,500만 달러 상당의 SHIB를 기부했다.
2021년 10월, 암호화폐의 시장 가격이 크게 상승하여 일주일 만에 240% 상승한 것으로 알려졌다. 그러나 11월 초에는 하락세를 맞이하여 월말까지 약 55%의 가치를 잃은 것으로 알려졌다.

## 같이 보기
- 밈 코인
- 도지코인